# Łukasz Baranowicz (zm. 1739)
Łukasz Baranowicz herbu Junosza (zm. w 1739) – kasztelan inflancki w latach 1717–1718, chorąży grodzieński w 1716 roku, podstarości grodzieński w latach 1716–1717, strażnik polny litewski w latach 1711–1735.
Był posłem na sejm 1729 roku z powiatu grodzieńskiego.